# Daddy Number Two
Daddy Number Two è un cortometraggio muto del 1919. Il nome del regista non viene riportato nei credit.

## Produzione
Il film fu prodotto dalla Diando Film Corporation.

## Distribuzione
Distribuito dalla Pathé Exchange, il film - un cortometraggio in due bobine - uscì nelle sale cinematografiche USA il 12 ottobre 1919. In Francia, venne distribuito con il titolo Messagère de bonheur il 22 ottobre 1920 in una versione ridotta di 475 metri.